# Эбенки
Эбенки — река в Таймырском Долгано-Ненецком районе Красноярского края России. Приток Хеты. Длина реки — 27 км.
Берёт начало при слиянии ручьёв из безымянных озёр севернее реки Хета, в самых истоках расположено озеро Тылан, ручей из которого, проходя через малое озеро образует Эбенки. Впадает река в Хету, являясь её левым притоком. Та в свою очередь впадает в Хатангу.
В низовьях в Эбенки справа впадает приток Холомолох.
На всём протяжении берега реки покрывает хвойный лес. Берега заболочены.

## Топографические карты
- Лист карты R-47-VII,VIII устье р. Боярка. Масштаб: 1 : 200 000. Указать дату выпуска/состояния местности.